# 常護寺
常護寺（じょうごじ）は、東京都足立区にある真宗大谷派系（浄土真宗東本願寺派）の単立寺院。

## 歴史
創建年代は不明であるが、智教尼によって開山された。智教尼は浄土宗の尼であり、当初は「常護庵」と称する尼寺であった。
1850年（嘉永3年）、慈教はこの地が浄土真宗寺院空白地域であるのを憂い、常護庵を浄土真宗に転宗させて「常護寺」に改称した。
1865年（元治2年）、東照公二百五十回忌法要に出席するため、東本願寺より厳如・現如両上人が当寺を訪問した記録が残されている。

## 交通アクセス
- 北千住駅より徒歩13分。